# 1819 en science
| Années de la science : 1816 - 1817 - 1818 - 1819 - 1820 - 1821 - 1822    |
| Décennies de la science : 1780 - 1790 - 1800 - 1810 - 1820 - 1830 - 1840 |

Cet article présente les faits marquants de l'année 1819 en science.

## Événements
- 19 février : le capitaine britannique William Smith aperçoit de l'extrémité nord-est de l'île Livingston dans les Shetland du Sud, la première terre découverte au sud du 60e parallèle sud[1].
- 20 juin : le navire américain Savannah, parti le 24 mai de Savannah arrive à Liverpool, au terme de la première traversée de l'océan Atlantique par un bateau à vapeur en un peu plus de 27 jours[2]. 87 % du voyage a été cependant fait au moyen des voiles.
- 1er juillet : le mathématicien et physicien allemand Johann Georg Tralles découvre à Berlin la grande comète de 1819[3].

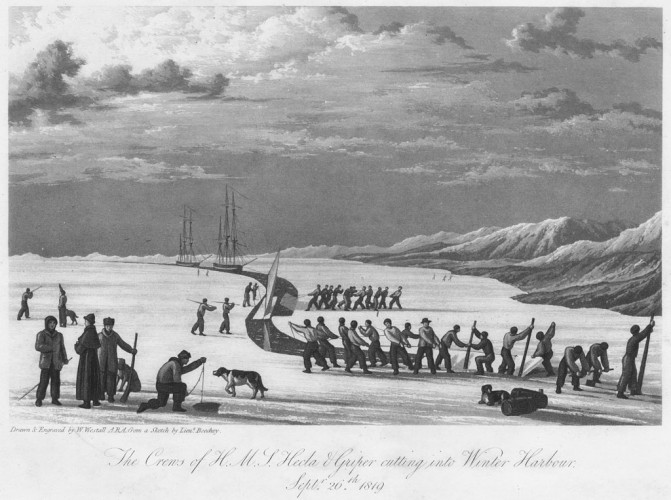
Les équipages des HMS Hecla et HMS Griper coupant la banquise le 26 septembre 1819.

- 17 septembre : une expédition arctique britannique commandée par William Edward Parry à bord du HMS Hecla et du brick HMS Griper double la longitude de 112° 51' W dans le passage du Nord-Ouest[4], un record pendant 150 ans. Elle hiverne dans l'île Melville.
- 15 octobre : l'île Désolation dans les îles Shetland du Sud en Antarctique est découverte par le capitaine William Smith[5].
- 15 novembre : le Mémoire sur la diffraction de la lumière d'Augustin Fresnel est présenté à l'Académie des sciences[6]. François Arago met en évidence de façon spectaculaire une tache de diffraction claire au centre de l'ombre portée par un corps circulaire opaque, démontrant devant un parterre d’académiciens la justesse de la théorie ondulatoire de Fresnel[7],[8].
- 17 décembre: le nouvel observatoire astronomique de Naples entre en activité[9]. L'astronome Carlo Brioschi effectue la première observation en mesurant la position de l'étoile alpha Cassiopeiae.

- L'Allemand Johann Franz Encke reconnait la périodicité de la comète Encke, la deuxième comète présentant une orbite périodique après la comète de Halley[10].
- Charles Cagniard de Latour invente la sirène, machine permettant de produire à volonté un son de fréquence calculable et réglable[11].
- John Herschel décrit les propriétés de l’hyposulfite de sodium comme solvant des sels d'argent, qui deviendra le fixateur utilisé en photographie[12].
- Découverte de la brucine par Pierre Joseph Pelletier et Joseph Caventou[13].
- Découverte de la caféine par Friedlieb Ferdinand Runge, décrite en 1821 par Pelletier et Robiquet[14].
- Le naphtalène est obtenu sous forme de cristaux blancs par la pyrolyse du goudron de houille par le chimiste britannique John Kidd et Alexander Garden, un Américain vivant en Grande-Bretagne[15].

## Publications
- René Laennec : Traité de l’auscultation médiate.
- Pierre Amable Jean-Baptiste Trannoy : Traité élémentaire des maladies épidémiques ou populaires.

## Prix scientifiques
- Novembre :  Augustin Fresnel remporte le concours de l'Académie sur l'inflexion des rayons dans les expériences de diffraction.
- Prix Smith : Joshua King

## Naissances

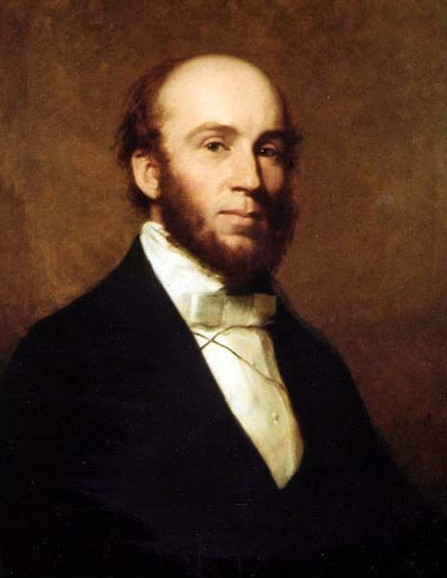
Charles Piazzi Smyth

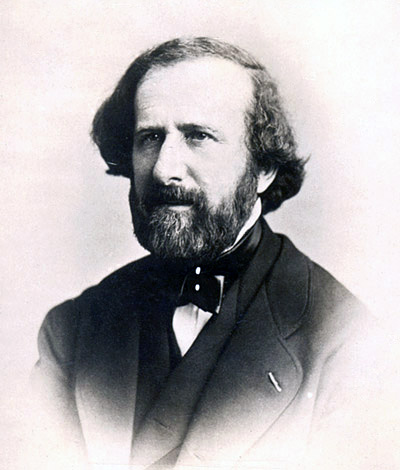
Hippolyte Fizeau

- 3 janvier : Charles Piazzi Smyth (mort en 1900), astronome britannique.
- 31 janvier : Jean-Augustin Barral, chimiste, physicien et agronome français.
- 8 février : Hermann Heinrich Ploss (mort en 1885), gynécologue et anthropologue allemand.
- 6 mars : Émile Blanchard (mort en 1900), zoologiste français.
- 14 mars : Louis Hippolyte Hupé (mort en 1867), naturaliste et paléontologue français.
- 15 mars : Benjamin Fillon (mort en 1881), juge républicain, numismate, archéologue et érudit français.
- 19 avril : Aimé Laussedat (mort en 1907), scientifique français.
- 7 mai : Otto Wilhelm von Struve (mort en 1905), astronome russe.
- 5 juin : John Couch Adams (mort en 1892), mathématicien et astronome britannique.
- 6 juin : Ernst Wilhelm von Brücke (mort en 1892), histologiste et physiologiste allemand.
- 2 juillet : Thomas Anderson (mort en 1874), chimiste écossais.
- 8 juillet : Francis Leopold McClintock (mort en 1907), explorateur irlandais.
- 9 août
  - Jonathan Lane (mort en 1880), astrophysicien et inventeur américain.
  - William Thomas Green Morton (mort en 1868), dentiste américain.
- 13 août: George Stokes (mort en 1903), mathématicien et physicien britannique, à l’origine de la loi de la viscosité.
- 30 août :
  - Alphonse Poitevin (mort en 1882), photographe français.
  - Joseph-Alfred Serret (mort en 1885), mathématicien et astronome français.
- 18 septembre : Léon Foucault (mort en 1868), physicien et astronome français.
- 23 septembre : Hippolyte Fizeau (mort en 1896), physicien français.
- 25 septembre : George Salmon (mort en 1904), mathématicien et théologien irlandais.
- 1er octobre : Thomas Rupert Jones (mort en 1911), géologue et paléontologue britannique.
- 17 octobre : Frédéric Ritter (mort en 1892), ingénieur français.
- 22 octobre : Salomon Neumann (mort en 1908), statisticien et médecin allemand.
- 9 novembre : Annibale De Gasparis (mort en 1892), astronome et mathématicien italien.

## Décès

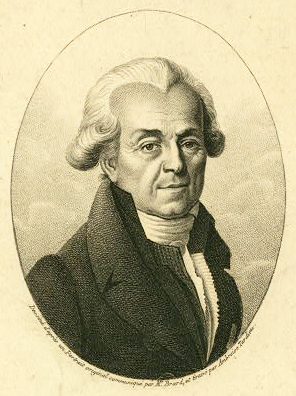
Barthélemy Faujas de Saint-Fond

- 7 février : Johan David Åkerblad (né en 1763), archéologue suédois.
- 8 juin : Isaac-Bénédict Prévost (né en 1755), naturaliste et physicien suisse.
- 18 juillet : Barthélemy Faujas de Saint-Fond (né en 1741), géologue et volcanologue français.
- 20 juillet : John Playfair (né en 1748), scientifique écossais.
- 19 août : James Watt (né en 1736), ingénieur écossais.
- 1er octobre : William Speechly (né en 1723), agronome britannique.
- 15 novembre : Daniel Rutherford (né en 1749), médecin écossais.
- 13 décembre : Vincenzo Dandolo (né en 1758), médecin, chimiste, agronome et homme politique italien.